# Hüller Bach
Der Hüller Bach ist ein linker und insgesamt der größte Nebenfluss der Emscher im Ruhrgebiet. Er wird durch einen 8 km langen Abwasserkanal von Schmutzwasser entlastet.

## Geographie

### Verlauf
Der Hüller Bach entsteht aus dem Zusammenfluss des Hofsteder Baches und des Marbaches auf einer Höhe von 52 m ü. NHN im Bochumer Stadtteil Hofstede. 
Er mündet schließlich östlich von Gelsenkirchen-Erle auf einer Höhe von 35 m ü. NHN von links in die Emscher. Sein ungefähr 8,5 Kilometer langer Lauf endet etwa 17 Höhenmeter unterhalb des Zusammenflusses seiner beiden Quellbäche, er hat somit ein mittleres Sohlgefälle von circa 2 ‰.

### Einzugsgebiet
Er hat ein 80,88 km² großes Einzugsgebiet und entwässert Teile von Bochum, Herne und Gelsenkirchen über die Emscher und den Rhein zur Nordsee.
Seine direkten und indirekten Nebenläufe sind der Goldhammer Bach mit Kabeisemannsbach und Ahbach sowie der Dorneburger Bach.

### Zuflüsse
- Marbach[7] (linker Oberlauf[8]), 8,7 km
- Hofsteder Bach[9] (rechter Oberlauf[10]), 5,5 km
- Goldhammer Bach (links), 3,6 km
- Hochler Bach[11] (links), 0,6 km
- Dorneburger Bach (rechts), 9,2 km
- Hüller Mühlenbach (links), 0,2 km